# Chonas-l'Amballan
Chonas-l'Amballan är en kommun i departementet Isère i regionen Auvergne-Rhône-Alpes i sydöstra Frankrike. Kommunen ligger i kantonen Vienne-Sud som tillhör arrondissementet Vienne. År 2022 hade Chonas-l'Amballan 1 691 invånare.

## Befolkningsutveckling
Antalet invånare i kommunen Chonas-l'Amballan
Referens:INSEE